# Acord d'Alto el Foc i Separació de Forces
L'Acord d'Alto el foc i Separació de Forces (georgià ცეცხლის შეწყვეტისა და ძალების დაშორიშორების ხელშეკრულება) va ser signat pels contendents de la Guerra d'Abkhàzia a Moscou el 14 de maig de 1994. També és conegut com l'acord de Moscou de 1994, i va ser presenciat pels representants de Nacions Unides, Federació Russa i l'OSCE. L'acord va ser reconegut per la Resolució 934 del Consell de Seguretat de les Nacions Unides.
Geòrgia i Abkhàzia van acordar l'alto el foc en el seu conflicte i la creació d'una zona de seguretat lliure d'armes pesants, que separessin a les parts. Una força de manteniment de pau de la Comunitat d'Estats Independents vigilaria el compliment de l'acord, amb l'ajut de la Missió d'Observació de les Nacions Unides a Geòrgia (UNOMIG).

## Geòrgia declara l'anul·lació de l'acord
A la fi d'agost, el Ministre per a la Reintegració va anunciar que Geòrgia anul·lava l'"Acord d'Alto el foc i Separació de Forces" entrant en vigor la llei del parlament georgià de 18 de juliol de 2006 "sobre l'estacionament de forces de pacificació en territori georgià", la llei de 28 d'agost de 2008 "sobre l'ocupació de territoris de Geòrgia per part de Rússia", i l'Ordre Extraordinària de 27 d'agost de 2008.